# Władimir Burcew

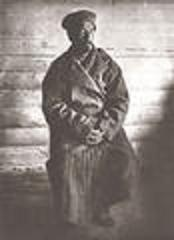
Władimir Burcew w szynelu aresztanckim

Władimir Lwowicz Burcew (ros. Владимир Львович Бурцев; ur. 5 listopada?/17 listopada 1862 w Forcie Aleksandrowskim w obwodzie zakaspijskim, zm. 21 sierpnia 1942 w Paryżu) – rosyjski ziemianin, publicysta, wydawca, działacz rewolucyjny. Znany jako demaskator agentów-prowokatorów Ochrany.

## Życiorys
W 1882 wydalony z Uniwersytetu Petersburskiego, a w 1885 z Uniwersytetu w Kazaniu za udział w demonstracjach studenckich. Jako członek Narodnej Woli uwięziony na dwa lata w twierdzy Pietropawłowskiej i w 1886 zesłany na Syberię w rejon Irkucka.
W 1888 zbiegł z zesłania i wyemigrował do Szwajcarii. Osiedlił się w Wielkiej Brytanii. Był wydawcą pism: Свободная Россия, Народоволец, Былое, Общее дело. W czasie rewolucji 1905 na krótko nielegalnie powrócił w granice Imperium Rosyjskiego. Po ponownej emigracji skupił swą uwagę na demaskowaniu agentów-prowokatorów Ochrany w środowiskach rewolucjonistów. Międzynarodową sławę i autorytet przyniosło mu zdemaskowanie Jewno Azefa z partii socjalistów-rewolucjonistów, co mógł uczynić dzięki informacjom przekazanym mu przez byłego dyrektora Departamentu Policji Aleksieja Łopuchina. Publikacja Burcewa była początkiem sprawy Stanisława Brzozowskiego.
Po wybuchu I wojny światowej wrócił do Rosji, został aresztowany i zesłany do Kraju Turuchańskiego na Syberii. Uwolniony w wyniku amnestii po upadku caratu. W lipcu 1917 oskarżył bolszewików o agenturalne powiązania z Niemcami. Po przewrocie bolszewickim aresztowany w noc przewrotu, uwolniony 18 lutego 1918 na polecenie ludowego komisarza sprawiedliwości Izaaka Sztejnberga (lewicowy eserowiec), wyemigrował poprzez Finlandię do Francji.
Był przeciwnikiem zarówno komunizmu, jak narodowego socjalizmu i antysemityzmu. W 1938 udokumentował prowokacyjny i mistyfikacyjny charakter Protokołów mędrców Syjonu.
Zmarł w 1942. Pochowany na cmentarzu prawosławnym w Sainte-Geneviève-des-Bois pod Paryżem.

## Publikacje
- Проклятие вам, большевики! Открытое письмо большевикам. – Стокгольм, 1918.
- В борьбе с большевиками и немцами. – Париж, 1919: Artykuły z Общее дело (1917).; Wyd. II Artykuły z Будущее i Общее дело (1917).
- Борьба за свободную Россию: Из воспоминаний (1882—1924). Т. I. – Берлин 1924.
- Юбилей предателей и убийц (1917—1927). – Париж, 1927.
- В защиту правды. Перестанут ли клеветать? Дело генерала П. П. Дьяконова. Дело полковника А. Н. Попова и полковника И. А. де Роберти. Заговор молчания. – Париж 1931, Общее дело,
- Боритесь с ГПУ! – Париж: Общее дело, 1932.
- Протоколы Сионских мудрецов — доказанный подлог.. lib.aldebaran.ru. [zarchiwizowane z tego adresu (2011-08-28)]. – Париж, 1938.
- Преступления и наказания большевиков. По поводу 20-летнего юбилея предателей и убийц. – Париж 1938, Дом книги,.
- Как Пушкин хотел издать «Евгения Онегина» и как издал. – Париж, 1934.
- Восьмая, девятая и десятая главы романа «Евгений Онегин». – Париж, 1937.
- В погоне за провокаторами
- Историко-революционный альманах издательства "Шиповник". download.prlib.ru. [zarchiwizowane z tego adresu (2013-10-19)].
- Долой царя Лондон 1901
- Правда ли, что террор делают, но о терроре не говорят? : (Народоволец nr 2 , 1897)
- К вопросу – что делать? : (Народоволец nr 1)
- Процесс 16 террористов (1880)
- Царь и внешняя политика: виновники русско-японской войны
- B помощь изучающим курс „История культуры Башкортостана”
- Изучайте Пушкина
- Последние дни Крыма. Впечатления, факты и документы
- Большевитские гангстеры в Париже: похищение генерала Миллера
- О войне
- Убийство политических ссыльных в Якутске 22 марта
- Александр Дмитріевич Михайлов
- Календарь русской революции